# Umbusi raba
Umbusi raba är en mosse i Estland.   Den ligger i landskapet Jõgevamaa, i den centrala delen av landet, 130 km sydost om huvudstaden Tallinn.